# Erik Cais
Erik Cais (*5. srpna 1999) je český rallyový závodník. Jeho otcem je bývalý jezdec Miroslav Cais. Erik Cais je současný jezdec týmu Yacco ACCR Team spadajícího pod Autoklub ČR, jeho navigátorem je Igor Bacigál. Pochází z Fryštáku.

## Kariéra
Před působením v motorsportu byl cyklistickým závodníkem (downhill) podobně jako například další jezdec rallye, Francouz Nicolas Vouilloz.
V roce 2018 debutoval s Peugeotem 208 R2, v roce následujícím mu byl k dispozici Ford Fiesta R2T19. Na Rallye du Var 2019 "přesedlal" na Ford Fiesta Rally2.
V roce 2019 obdržel z rukou Prezidenta FIA Jeana Todta ocenění 1st TALENT OF THE YEAR FIA CEZ. Také se stal vicemistrem ERC3.
V roce 2020 jej britský motoristický týdeník Motorsport News označil za jednoho ze současných TOP 10 světových talentů rally (kteří ještě nejezdí v královské třídě WRC), kde byl v té době spolu s ním například Nikolaj Grjazin.

### 2021
V roce 2021 opět startuje v rámci evropského mistrovství FIA ERC. V Česku se objevil na závodě Auto UH Rallysprint Kopná, kde si na téměř domácí půdě vydobyl první místo. Dále zazářil na rakouské Rally Weiz, ze které si odvezl druhé místo. Další vítězství na sebe nenechalo dlouho čekat a na polské rally Rajd Rzeszowski si dojel pro první místo. Na domácí Barum Rally nešťastně přišel o vítězství po havárii několik stovek metrů před cílem závěrečné rychlostní zkoušky - sluší se dodat, že toho času mladý pilot vedl o 20,2 sekundy před "panem Kopeckým", jak několikanásobného českého šampiona pokorně označuje.
Na Rally Catalunya 2021 se premiérově představuje v mistrovství světa, kde při svém debutu vybojoval s Jindřiškou Žákovou skvělé třetí místo v klasifikaci WRC2. Sezonu uzavírá na německé Lausitz Rallye nově s Petrem Těšínským na sedadle spolujezdce. Posádka měla nakročena k vítězství, ale v samotném závěru ji zradila technika.

### 2022
V roce 2022 vstupuje Cais s Těšínským premiérově do mistrovství světa, kde se představí celkem na sedmi vybraných soutěžích (Rallye Monte Carlo, Chorvatsko, Portugalsko, Sardinie, Estonsko, Finsko a Katalánsko) v rámci WRC2, kde chce česká posádka bojovat jak v klasifikaci WRC2 Open, tak i v nově vzniklém šampionátu WRC2 Junior pro jezdce do 30 let. Svou premiérovou Rallye Monte Carlo fryštácký pilot senzačně vyhrál v klasifikaci WRC2 Junior, v hodnocení WRC2 Open pak bral bronz, když skončil devátý absolutně. Další body přidal při svých dalších startech - s mohutnou podporou fanoušků v Chorvatsku a pak také v Portugalsku. Pomyslnou neplánovanou derniérou v mistrovství světa byla Sardinie, kde od výfuku zahořel české posádce vůz. Na domácí půdě se Cais představil tradičně na Rallysprintu Kopná, kde jej navigoval Daniel Trunkát a podruhé v řadě zvítězil, v rámci příprav na Barum Rally jsme mohli Erika vidět na Rally Fulnek (3. místo). Vrchol domácí sezony, zlínskou Barum Rally dokončil po defektu v posledních kilometrech závěrečné rychlostní zkoušky Pindula na čtvrtém místě (3. místo v MČR), sezonu českého "velkého mistráku" pak na 3-Städte Rallye zakončuje Cais navigovaný Igorem Bacigálem premiérovým absolutním vítězstvím v MČR.

### 2023
V závěru roku 2022 fryštácký pilot představil ambiciózní program pro sezonu 2023, který čítá sedm startů ve WRC2 a pět ve FIA ERC se zbrusu novou Škodou Fabia RS Rally2 (karoserie #7 - první dodaný klientský vůz). V roce 2023 vsadil na spolujezdecké trio Petr Těšínský, Daniel Trunkát a Igor Bacigál, tedy spolujezdce, se kterými již v uplynulé době startoval. V mistrovství světa, chcete-li WRC2 bude po bok Caise usedat Petr Těšínský (vyjma Rally Acropolis a Central European Rally, kde pojede Daniel Trunkát) v mistrovství Evropy (ERC) pak Igor Bacigál. Mimo rozsáhlý program se pak Cais stal oficiálním Red Bull Athlete - prvním českým motoristickým sportovcem na čtyřech kolech, reprezentující ikonickou značku Red Bull.

### 2024
Do sezony 2024 vstupuje Cais opět s osvědčenou technikou v podobě Škody Fabie RS Rally2 z dílen Orsák Rally Sport, se kterou má v plánu kompletní mistrovství České republiky v rally pod hlavičkou týmu Autocentrum Lukáš Škoda Team a vybrané starty ve FIA ERC. V Česku na sedadlo spolujezdce usedne Petr Těšínský, v ERC pak Igor Bacigál. Po sezoně oznamuje Cais změnu barev, kdy přesedlává na Hyundai z dílen Martina Vlčka, který pro následující rok připravil ambiciózní program nejen pro fryštáckého jezdce. Novou techniku v podobě nejnovější specifikace i20N Step2 Cais okusí kromě "testovacího kempu" Hyundai Motorsport již na Pražském Rallysprintu.

### 2025
Rok 2025 Cais zahajuje společně se spolujezdcem Danielem Trunkátem, přičemž tato dvojice disponuje nejnovější technikou Hyundai i20N Rally2 Step2, se kterou se představil již na Pražském Rallysprintu v předchozím roce.

## Výsledky

### MČR
| Ročník | Tým                          | Vůz                       | 1       | 2       | 3     | 4       | 5      | 6       | 7       | 8     | MMČR | Body  |
| ------ | ---------------------------- | ------------------------- | ------- | ------- | ----- | ------- | ------ | ------- | ------- | ----- | ---- | ----- |
| 2018   | A-Team                       | Peugeot 208 R2            | VAL Ret | ŠUM Ret | KRU - | HUS Ret | BOH 30 | BAR 27  | PŘÍ Ret |       | 27.  | 6     |
| 2019   | ACCR Czech Rally Team I      | Ford Fiesta R2T19         | VAL -   | ŠUM -   | KRU - | HUS -   | BOH -  | BAR 10  | PŘÍ     |       | -    | 0     |
| 2020   | Yacco ACCR Team              | Ford Fiesta Rally2        | KRU     | ŠUM -   | HUS   | BOH 7   | VAL -  | BAR     | PAČ -   | KLA   | 11.  | 16    |
| 2021   | Yacco ACCR Team              | Ford Fiesta Rally2        | VAL 4   | ŠUM -   | KRU - | HUS -   | BOH -  | BAR Ret | PAČ -   |       | 13.  | 30    |
| 2022   | Yacco ACCR Team              | Ford Fiesta Rally2        | VAL -   | ŠUM -   | KRU - | HUS -   | BOH -  | BAR 3   | PAČ -   | 3ST 1 | 6.   | 115,5 |
| 2023   | Yacco ACCR Team              | Škoda Fabia RS Rally2     | VAL -   | ŠUM -   | KRU - | HUS -   | BOH -  | BAR 6   | PAČ -   |       | -    | 57    |
| 2024   | Autocentrum Lukáš Škoda Team | Škoda Fabia RS Rally2     | ŠUM -   | KRU 4   | HUS 4 | BOH 5   | BAR 2  | PAČ -   |         |       | 5.   | 178,5 |
| 2025   | Kowax DST Racing             | Hyundai i20N Rally2 Step2 | ŠUM 4   | KRU 2   | HUS 4 | BOH 9   | BAR -  | PAČ -   |         |       | 4.   | 135   |

### ERC
| Rok  | Tým                     | Třída | Vůz                       | 1       | 2      | 3       | 4       | 5       | 6     | 7      | 8     | ERC | Body |
| ---- | ----------------------- | ----- | ------------------------- | ------- | ------ | ------- | ------- | ------- | ----- | ------ | ----- | --- | ---- |
| 2019 | ACCR Czech Rally Team I | ERC3  | Ford Fiesta R2T19         | AZO 5   | CAN -  | LIE Ret | POL 7   | ITA 2   | CZE 2 | CYP 2  | HUN 1 | 2.  | 149  |
| 2020 | Yacco ACCR Team         | ERC1  | Ford Fiesta Rally2        | POL     | ITA 37 | LAT 11  | CZE     | AZO Ret | HUN 8 | ESP 34 | BEL   | 11. | 36   |
| 2021 | Yacco ACCR Team         | ERC1  | Ford Fiesta Rally2        | POL 9   | LAT 8  | ITA 10  | CZE Ret | AZO Ret | POR 7 | HUN 7  | CAN - | 6.  | 59   |
| 2022 | Yacco ACCR Team         | ERC1  | Ford Fiesta Rally2        | POR Ret | AZO -  | CAN -   | POL -   | LAT -   | ITA - | CZE 4  | ESP - | 25. | 19   |
| 2023 | Yacco ACCR Team         | ERC1  | Škoda Fabia RS Rally2     | POR Ret | CAN -  | POL 9   | LAT 12  | SWE -   | ITA - | CZE 7  | HUN 7 | 11. | 45   |
| 2024 | ACCR Orsák Rally Sport  | ERC1  | Škoda Fabia RS Rally2     | HUN 5   | CAN 15 | SWE -   | EST -   | ITA 21  | CZE 3 | WAL -  | POL - | 11. | 44   |
| 2025 | Kowax DST Racing        | ERC1  | Hyundai i20N Rally2 Step2 | HUN -   | CAN -  | SWE -   | POL -   | ITA -   | CZE - | WAL -  | CRO - |     |      |

### WRC
| Rok  | Tým             | Třída           | Vůz                   | 1     | 2     | 3     | 4      | 5       | 6     | 7     | 8     | 9     | 10    | 11    | 12    | 13    | Pořadí | Body |
| ---- | --------------- | --------------- | --------------------- | ----- | ----- | ----- | ------ | ------- | ----- | ----- | ----- | ----- | ----- | ----- | ----- | ----- | ------ | ---- |
| 2021 | Movisport SRL   | WRC2            | Ford Fiesta Rally2    | MON - | ARC - | CRO - | POR -  | ITA -   | KEN - | EST - | BEL - | GRE - | FIN - | ESP 3 | MNZ - |       | 14.    | 18.  |
| 2022 | Yacco ACCR Team | WRC2 Open       | Ford Fiesta Rally2    | MON 2 | SWE - | CRO 8 | POR 20 | ITA Ret | KEN - | EST - | FIN - | BEL - | GRE - | NZL - | ESP - | JAP - | 18.    | 22   |
| 2022 | Yacco ACCR Team | WRC2 Junior     | Ford Fiesta Rally2    | MON 1 | SWE - | CRO 4 | POR 6  | ITA Ret | KEN - | EST - | FIN - | BEL - | GRE - | NZL - | ESP - | JAP - | 11.    | 45   |
| 2023 | Yacco ACCR Team | WRC2            | Škoda Fabia RS Rally2 | MON 4 | SWE - | MEX - | CRO 16 | POR 23  | ITA 6 | KEN - | EST - | FIN - | GRE - | CHL - | CER 2 | JAP - | 11.    | 38   |
| 2023 | Yacco ACCR Team | WRC2 Challenger | Škoda Fabia RS Rally2 | MON 3 | SWE - | MEX - | CRO 12 | POR 17  | ITA 3 | KEN - | EST - | FIN - | GRE - | CHL - | CER 2 | JAP - | 9.     | 48   |